# Wolfgang z Ratyzbony

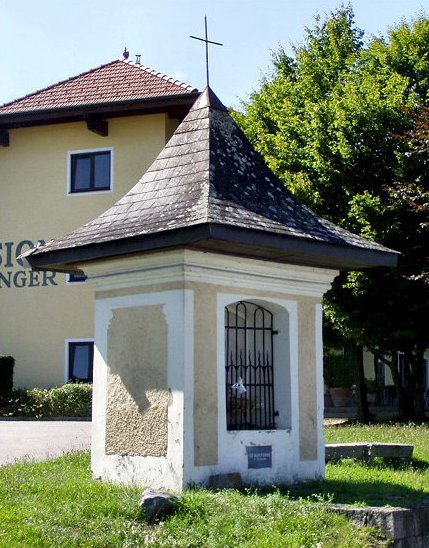
Kaplica św. Wolfganga w Pupping

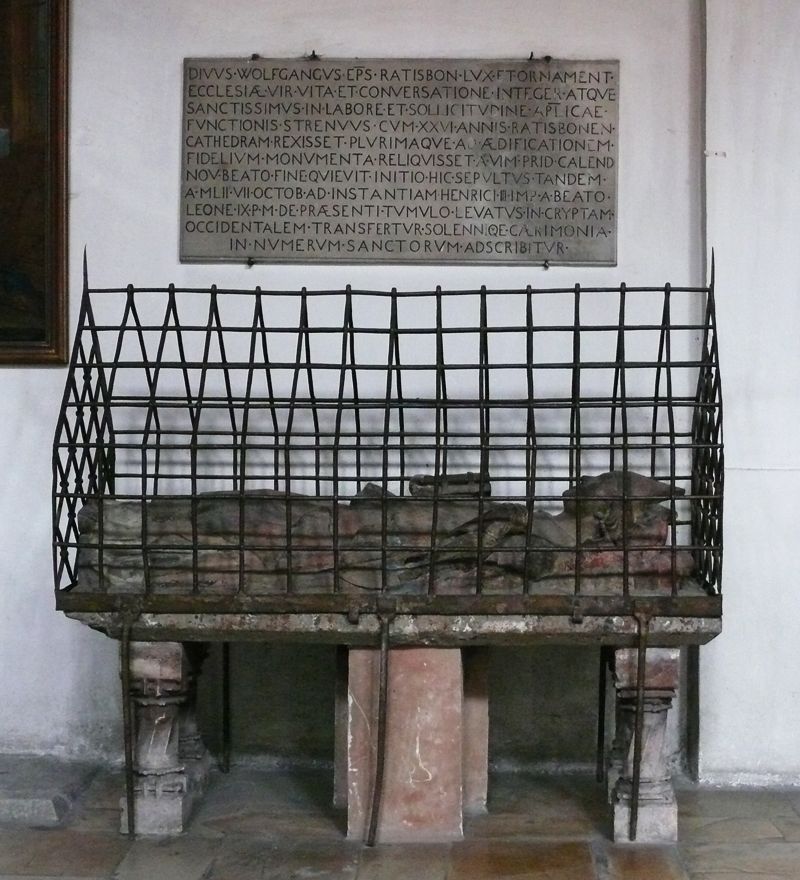
Relikwiarz św. Wolfganga w opactwie świętego Emmerama w Ratyzbonie

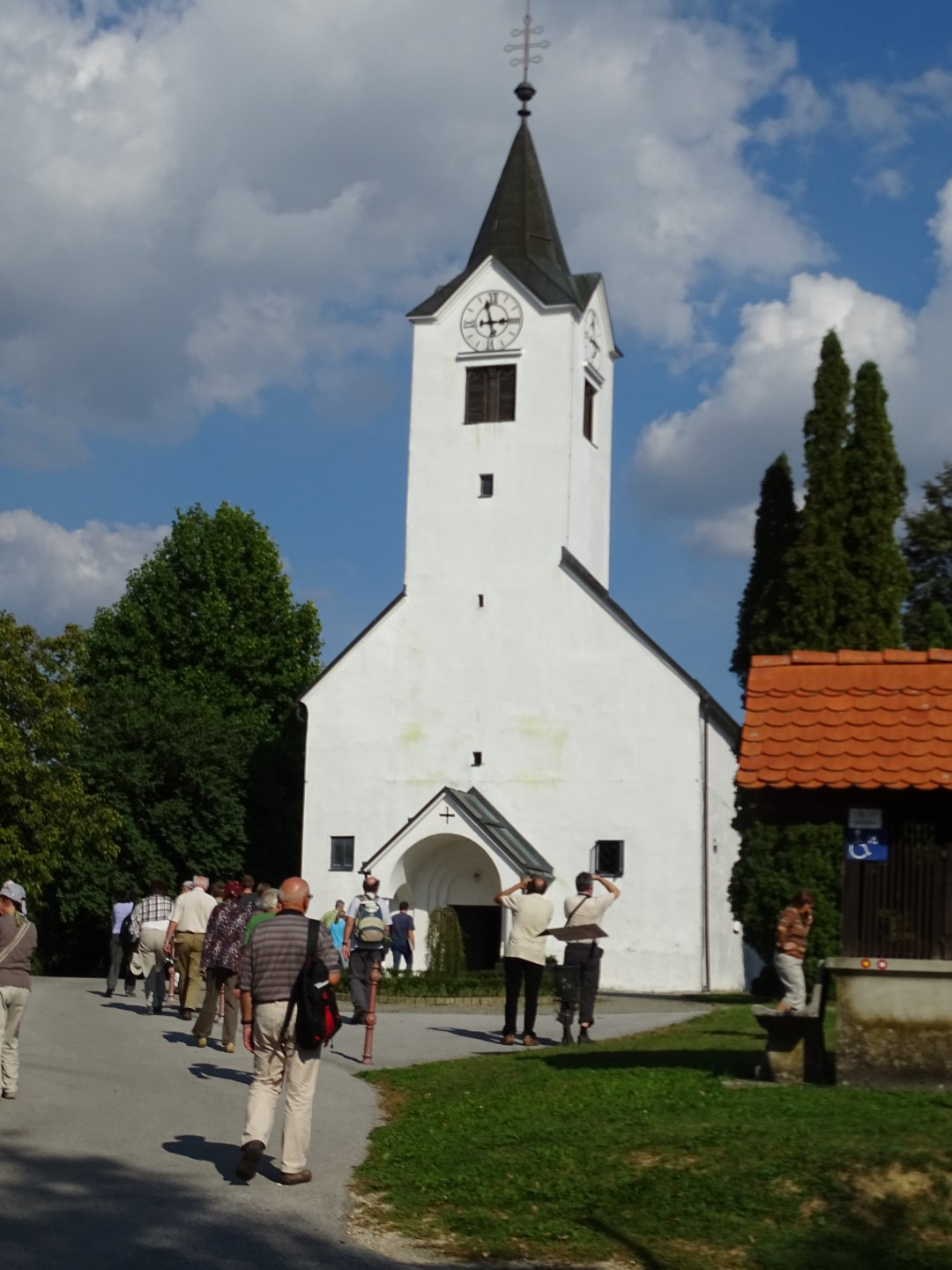
Kościół św. Wolfganga w Kogu

Wolfgang z Ratyzbony (Regensburga), niem. Wolfgang von Regensburg (ur. ok. 934 w Pfullingen w Niemczech, zm. 31 października 994 w Pupping w Austrii) – biskup Ratyzbony w Bawarii od świąt Bożego Narodzenia 972 do śmierci, uznawany za jednego z trzech wielkich niemieckich świętych Kościoła katolickiego X wieku (obok św. Ulryka i bp. Konrada z Konstancji).

## Żywot świętego
Na prośbę opactwa św. Emmerama w Ratyzbonie życie świętego Wolfganga zostało opisane przez tamtejszego mnicha Otloha (1050). Najstarszy i najlepszy rękopis jego Vita znajduje się w bibliotece opactwa Einsiedeln w Szwajcarii.

## Edukacja i wyświęcenie
Wolfgang pochodził z arystokratycznej rodziny hrabiów Pfullingen ze Szwabii. Od momentu kiedy osiągnął siedem lat jego rozwój był prowadzony przez duchownego nauczyciela; w późniejszym czasie uczył się w sławnej klasztornej szkole na wyspie Reichenau.
Tutaj nawiązał silną przyjaźń z Henrykiem I (zm. 1018) z rodu Babenbergów, bratem biskupa Würzburga Poppo, za którym podążył do Würzburga w celu uczestniczenia w wykładach znanego włoskiego gramatyka, Stefana z Novary w szkole katedralnej.
Po tym, gdy Henryk został mianowany arcybiskupem Trewiru w 956, wezwał Wolfganga do objęcia posady nauczyciela w szkole katedralnej w Trewirze. Wolfgang pracował również na rzecz zreformowania archidiecezji pomimo wrogości, z jaką jego działania się spotykały.
Czas spędzony w Trewirze znacząco rozwinął jego monastyczny i ascetyczny światopogląd. Tutaj właśnie Wolfgang nawiązał kontakty z Opactwem Św. Maximina w Trewirze, gdzie poznał Ramwolda, nauczyciela św. Wojciecha.
Po śmierci abpa Henryka z Trewiru w 964 Wolfgang wstąpił do zakonu benedyktynów w opactwie Einsiedeln na terenie dzisiejszej Szwajcarii i został wyświęcony na księdza przez Ulryka z Augsburga w 968.

## Misja na Węgry
Po zwycięskiej bitwie na Lechowym Polu (955), do której wyniku przyczynił się również Ulryk, pogańscy Węgrzy osiedli w starożytnej Panonii. Do momentu kiedy nie przeszli na chrześcijaństwo pozostawali stałym zagrożeniem dla cesarstwa.
Na wniosek Ulryka (który dostrzegał to zagrożenie), poparty życzeniem cesarza Ottona Wielkiego, Wolfgang został wysłany na Węgry jako najodpowiedniejsza osoba do ich ewangelizacji.
Towarzyszyli mu również inni misjonarze przysłani przez bp Piligrima z Pasawy, którego jurysdykcji miał podlegać ten nowy rejon misyjny.

## Biskup Ratyzbony (Regensburga)
Po śmierci bpa Michała z Ratyzbony (23 września 972) bp Piligrim uzyskał od cesarza mianowanie Wolfganga jako nowego biskupa tej diecezji na Boże Narodzenie tegoż samego roku. Jako biskup Ratyzbony, Wolfgang stał się nauczycielem cesarza Henryka II, któremu przekazał zasady prowadzenia świętego życia. Poppon, syn margrabiego Luitpolda, abp Trewiru (1018), oraz Tagino, abp Magdeburga (1004–1012), również byli jego uczniami.
Wolfgang zdobył duże zasługi w działaniach organizacyjnych swojej diecezji. Jego główna praca była związana ze starym i sławnym opactwem świętego Emmerama, któremu nadał własnych opatów. W ten sposób wyzwolił opactwo spod kontroli biskupów Ratyzbony, którzy przez wiele lat sprawowali funkcję opata in commendam co było niekorzystne zarówno dla samego opactwa, jak i życia klasztornego. Opatem został benedyktyński mnich Ramwold, wezwany przez Wolfganga z opactwa św. Maksymina w Trewirze (975).
Święty zreformował również zgromadzenia Obermünster i Niedermünster w Ratyzbonie, wzorując się na zgromadzeniu Św. Pawła, Mittelmünster w Ratyzbonie, które założył w 983. Współpracował również przy reformowaniu starego i znamienitego opactwa benedyktyńskiego Niederaltaich założonego przez dynastię Agilolfingów.
Wykazał się prawdziwie biskupią szczodrością, kiedy Otton II przedstawiał plany okrojenia jego diecezji na rzecz nowej diecezji w Pradze (975), której pierwszym biskupem został święty Wojciech. Wolfgang wypełniał swoje obowiązki wobec cesarza i cesarstwa z najwyższą skrupulatnością i – podobnie jak święty Ulryk – był jednym z filarów polityki Ludolfingów.
Brał udział w wielu cesarskich sejmach. Jesienią 978, towarzyszył cesarzowi Ottonowi II w jego kampanii do Paryża, oraz wziął udział w wielkim Sejmie w Weronie (połowa maja – 17 lipca 983).
Jego następcą został Gebhard I.

## Pustelnia i śmierć
Pod koniec życia Wolfgang wycofał się z publicznego życia i jako pustelnik zamieszkał nad Wolfgangsee („Jezioro Wolfganga”) w Salzkammergut – rejonie Górnej Austrii. Pozornie decyzja ta była wynikiem politycznej scysji, najprawdopodobniej jednak była podjęta podczas podróży mającej na celu inspekcję opactwa Mondsee, które było pod nadzorem biskupów Ratyzbony. W swojej pustelni został odnaleziony przez myśliwego i przyprowadzony z powrotem do Ratyzbony.
Podczas podróży Dunajem do Pöchlarn w Dolnej Austrii, zachorował w wiosce Pupping, pomiędzy Eferding i Aschach w okolicach Linzu. Zgodnie z życzeniem został zaniesiony do kaplicy świętego Otmara w Pupping, gdzie zmarł.
Jego ciało zostało przetransportowane Dunajem przez jego przyjaciół – hrabiego Aribo z Andechsu i abpa Hartwicha z Salzburga do Ratyzbony gdzie zostało uroczyście pochowane w krypcie Św. Emmerama. Przy jego grobie zostało odnotowanych wiele cudów.

## Kult
W krótkim czasie po śmierci Wolfganga wiele kościołów obrało go sobie jako patrona, jak również wiele miast zostało nazwanych jego imieniem.
Wolfgang został kanonizowany w 1052 roku przez papieża Leona IX.
Święty Wolfgang jest niekiedy zaliczany do Czternastu Świętych Wspomożycieli.

## Patronat
Wolfgang jest patronem Bawarii i Ratyzbony oraz diecezji w Ratyzbonie. Patronuje pasterzom, marynarzom, rejestratorom, węglarzom, stolarzom, rzeźbiarzom, niewinnym więźniom, bydłu.
Jest orędownikiem przy udarze mózgu, dnie moczanowej i paraliżu. Modlą się do niego wierni z problemami: stóp, czerwonki, choroby skóry, przepływu krwi, udaru mózgu, choroby oczu i niepłodności oraz wady wrodzonych.

## Dzień obchodów
Jego wspomnienie liturgiczne obchodzone jest 31 października.
W niem. Regensburgu (Ratyzbonie) transfer relikwii wspominany jest 7 października.

## Wolfgang w sztuce i malarstwie

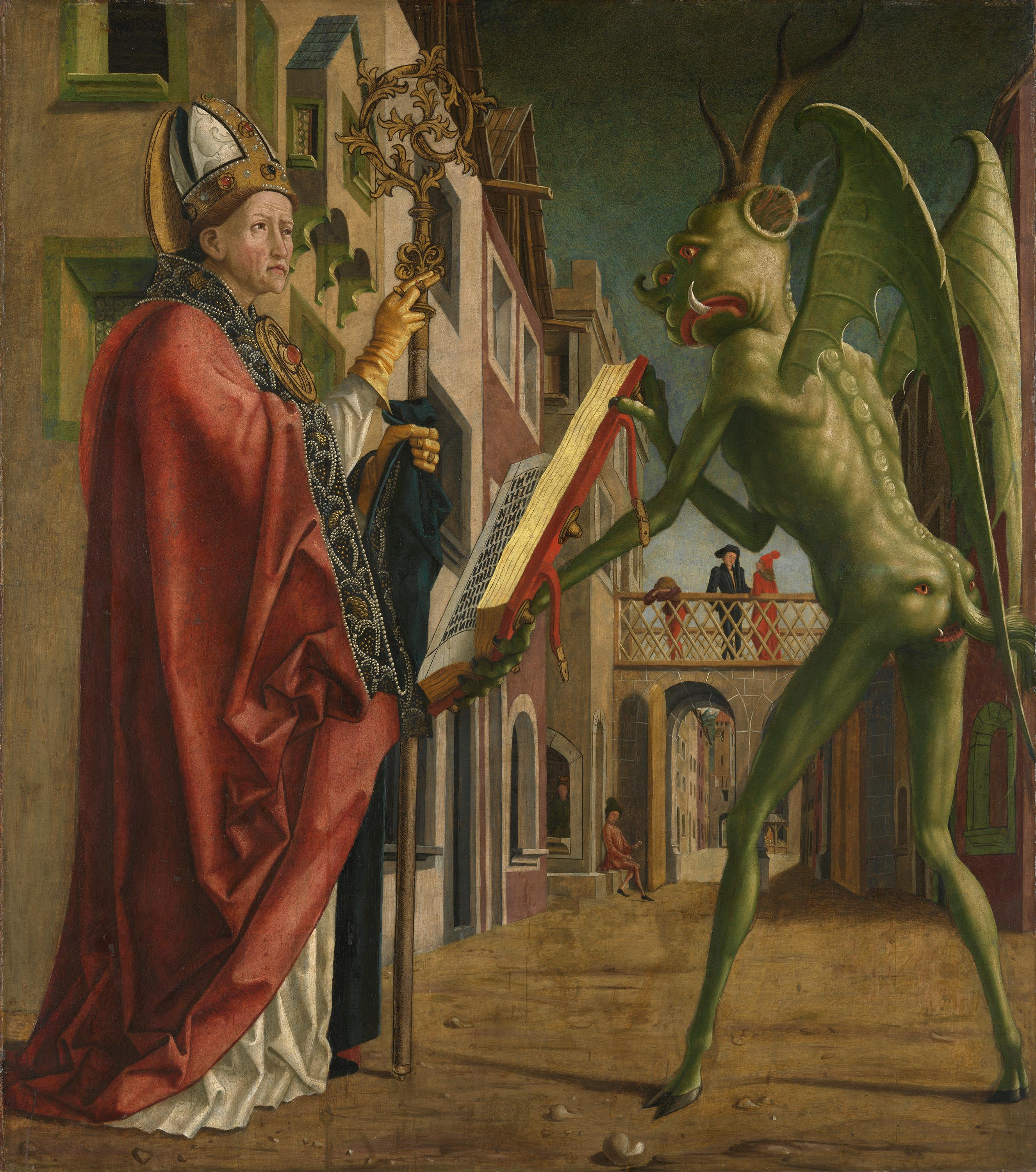
Święty Wolfgang i diabeł (obraz Michaela Pachera).

Sztuka chrześcijańska uhonorowała świętego Wolfganga przez dzieła wybitnego średniowiecznego tyrolskiego malarza Michaela Pachera (1430–1498), który stworzył dzieło ku jego czci – główny ołtarz w kościele w miejscowości St. Wolfgang im Salzkammergut. Na obrazach prezentowanych w Starej Pinakotece w Monachium w formie artystycznej przedstawiane są główne wydarzenia z życia świętego.
Najstarszym portretem świętego Wolfganga jest miniatura, namalowana ok. 1100 w sławnym ewangeliarzu św. Emmerama, który obecnie znajduje się w bibliotece katedralnej na Wawelu w Krakowie.
Nowoczesny obraz autorstwa Moritza von Schwinda, który znajduje się Galerii Schak w Monachium przedstawia legendę o tym, jak Wolfgang zmusił diabła do pomocy przy budowaniu kościoła.
Na większości obrazów jest przedstawiany w szatach biskupa z siekierą w prawej ręce i pastorałem w lewej lub jako pustelnik na pustkowiu odkrywany przez myśliwego.
Siekiera (topór) odnosi się do wydarzenia z życia Świętego: po wyborze miejsca odosobnienia na pustkowiu modlił się i rzucił siekierą w zarośla; punkt upadku siekiery uznał za miejsce, jakie Bóg przeznaczył na budowę jego celi. Ta siekiera jest nadal pokazywana w małym miasteczku St. Wolfgang im Salzkammergut, które powstało na miejscu dawnej celi.